# 钓鱼文
钓鱼文指一种恶作剧文章，其作者杜撰论据（例如捏造不存在的名人名言、虚构的实验数据或统计资料）进而表达出偏离常识或误导性的观点，这种观点可能傾向一部分读者，令一些不加辨识的人上当，表态支持或批判，進而產生糾紛；或是将某地发生的事件加以修改，使人误以为是在其他地方发生；属于网络谣言的一种。
雖然是造謠行為，但编写者们自称“在编撰文章时，往往故意留出大量破绽，以便让人识破”，但实际上这些“破绽”可能并非所有人都熟知，使得不了解的人很容易信以为真。隨著社群網站的泛用，另一種形式的釣魚文已然成形。這些新型態的釣魚文不再侷限於惡作劇或假知識，而是以杜撰、真假參半的立場、故事、輿論、八卦來引發社群的紛爭與混亂，進而達到輿論引導、分化組織、謀取政治、人際、商業利益、滿足心靈上操控慾等目的。
釣魚文不僅存在於單方面杜撰發文，亦存在於刻意激化社群討論的正反方回覆中，甚至是有系統性、集團性的唱雙簧、自導自演擴大輿論，被拿來作為達到特定目的的輿論工具。例如，內容農場的釣魚標題即是商業化的應用實例；在政治上則是各種移花接木、模糊八卦、誇大煽動情緒用以激化立場，例如後真相政治的網路時代。

## 語源
執法警察以引誘、試探的方式實施偵查並陷性工作者入罪，此一教唆犯罪的行為稱之為釣魚執法，因此網友便將有類似行為稱為「釣魚」，相關文章稱之為「釣魚文」，而發這些文章的人稱為「漁夫」。
日本互聯網也有類似中文「釣魚」的說法，稱為；而中文裏的「漁夫」在日本相應稱為。

## 历史
互联网兴起后，一些论坛便出现了以反讽为手段的文章。例如 ，在中国大陆的天涯论坛等网站，一些人开始自发编撰一种看似真实然而实则虚妄无稽的历史故事（例如“朝鲜助战纳粹”等）。这一时期的钓鱼文多集中于历史、军事类讨论中。
随后发生了“三亿五千万金卢布事件”。为了反对张戎《毛澤東：鮮為人知的故事》中关于共产国际在1938年拨给中国共产党30万美元的说法，一篇钓鱼文伪造了共产国际对中华苏维埃共和国进行“三亿五千万金卢布”财政援助的文件，试图以实际行动证明类似的照片可以被轻松伪造，这在网上掀起风波。后来一名硕士研究生误信这份伪造的文件，将它写入了学位论文中，因而未能通过审核，进而导致该生不能正常毕业。自此，钓鱼文逐渐开始走出历史类讨论的小圈子，进入到更为广阔的网络平台中。最终到2011年温州动车事件后，一篇由MITBBS传出的钓鱼文《高铁：引发群体性地质灾害的魔盒》被《第一财经日报》等纸面媒体转载，闹出大笑话。钓鱼文至此为外界所熟知，成为很多写手创作的目标，并饱受争议至今。而一篇宣称“国军第52军诺曼底登陆血战诺曼底”的钓鱼文更被当作2014年湖北七市（州）高三毕业班联考历史考试的试题，令了解该文章背景的网友哭笑不得，指责出题方侮辱考试严肃性。
也有人故意将新闻发生地点隐去，并加上一些攻击体制的语句（如将台湾称为“东南某省”、将美国称为“某大国”、将印度称为“某人口大国”），引有意识形态倾向的人上当。另外，部分钓鱼段子虽然明显违反常识（如“美国孩子用四杯25℃的水混合成了100℃的沸水”、“蒋公枪毙郑三发”、“林肯被刺身亡后赦免凶手”、“小罗斯福在任总统期间跑步上班”、“抗日名将汪兆铭文革期间被迫害致死”、“国军六三一大海战”、“国军九三一大海战”等），但由于语气论点等迎合了某些人的政治观点，仍然有不少人上当。

## 出现原因
最初钓鱼文的写作动机是攻击不了解某些生僻知识的观点对立者，后来逐渐有人以这种方式打击观点对立的人。高铁魔盒事件后，钓鱼文的创作有自娱自乐的趋势，往往利用人们对于其他领域内知识的缺陷，编排故事，在小圈子中炫耀学问。

## 评价
钓鱼文的作者可能会在结尾处揭开真相但更多时候并没有这样做，并有作者称其写作目的是使大众培养起独立思考、质疑的精神。也有人认为这样起不到其所称的预期作用。
一些人认为这种行为为网上查阅知识留下了巨大的后患。特别是，一些钓鱼文作者擅自修改一些网上的百科类网站，导致查阅者防不胜防。
2014年，中国大陆《解放军报》发文將钓鱼文視做造謠，認為是“反华势力”编造以扰乱网络舆论的产物。

## 实例
- 一氧化二氢恶作剧
- 高铁魔盒事件
- 八尺协定，一篇宣称是中共中央苏区与日本关东军签订的“卖国协议”，实为调侃中国大陆某论坛版主
- 三億五千萬金盧布事件
- 共军抗战毙敌851人，被认为来自于钓鱼文，2015年起在中文网络获得广泛流传，影响巨大，引为信史，成为抗战主力之争的一部分。中共方面支持者更撰文将之定性为消解中国共产党执政合法性的政治谣言。
- 国军52军浴血诺曼底，抗战主力之争背景下，用以反击“国粉”神话国军的钓鱼文。
- 《即使变成甲壳虫卡夫卡还是进不去城堡》，一部2010年曾发布在豆瓣网的杜撰电影，获得百篇影评和剧情分析。